# Ada Sacchi Simonetta
Ada Sacchi Simonetta (Mântua, 19 de abril de 1874  – Niterói, 13 de janeiro de 1944) foi uma bibliotecária e ativista pelos direitos da mulher italiana. Durante o período em que trabalhou como chefe da biblioteca pública e museus em Mântua, ela introduziu novos serviços e programas para tornar a biblioteca mais democrática e alcançar mais pessoas, incluindo as horas de domingo, um catálogo de fichas públicas e bibliotecas hospitalares para soldados durante a Primeira Guerra Mundial. Impulsionada pelas difíceis condições econômicas enfrentadas pelas bibliotecas na Itália, Sacchi fundou uma associação nacional para funcionários de bibliotecas e museus que defendia os interesses dessas instituições na Itália, e eventualmente tornou-se parte da Associação Italiana de Bibliotecas. Sacchi também foi ativa no movimento pelos direitos da mulher na Itália, fundando a filial em Mântua da Associação pelas Mulheres e servindo como presidente da Federação Italiana pelo Sufrágio Feminino e Direitos Civis e Políticos.

## Início de vida
Ada Sacchi nasceu em 19 de abril de 1874 em Mântua, Itália. Ela era a mais nova de dez filhos de Elena Casati e Achille Sacchi. Após a morte de Elena em 1882, a filantropa e escritora inglesa Jessie White Mario tornou-se uma figura maternal para Sacchi. Ela formou-se no ensino médio em 1890 e se mudou para Gênova, onde terminou seus estudos e graduou-se no ensino superior em 1898. Com suas irmãs Maria e Stella, Sacchi foi uma das primeiras 257 mulheres graduadas no ensino superior na Itália. Em 1899, Sacchi casou-se com o professor Quintavalle Simonetta, com quem teve três filhos. Até 1902, Sacchi trabalhou como professora em Módena e Mântua.

## Carreira

### Direção da Biblioteca Pública de Mântua
Em 11 de janeiro de 1902, Sacchi tornou-se chefe da biblioteca pública e museus municipais de Mântua, cargo que ocupou até 1925. Através do seu trabalho em bibliotecas, Sacchi queria democratizar o que antes era uma instituição de elite, na tradição do Risorgimento italiano, abrindo-a para mais pessoas. Ela buscou aumentar o número de leitores, livros lidos, empréstimos e novas compras. No final de 1902, Sacchi havia aumentado o número de leitores de 2 918, no ano de 1900, para 6 509; o número de livros lidos na biblioteca de 3 695 para 7 862; e o número de empréstimos de 425 para 843. Sacchi introduziu inovações operacionais como o horário de domingo em 1903, que trouxe mais trabalhadores para a biblioteca, e, por volta de 1909, um catálogo de fichas que o público poderia consultar por conta própria. Em 1909, Sacchi também propôs a criação de uma seção popular na biblioteca, embora essa proposta tenha sido ignorada até 1912. Ao longo de todos os seus esforços, Sacchi descobriu que o governo da cidade mostrou desinteresse e falta de apoio ao seu trabalho. Ela também recebia menos do que o vice-diretor de sua biblioteca.

### Associação de funcionários de bibliotecas e museus
Impulsionada pelas condições difíceis para as bibliotecas na Itália, Sacchi decidiu que era hora de iniciar uma organização para bibliotecas públicas, a fim de ampliar o debate sobre o futuro do sistema bibliotecário italiano e defender uma compensação justa dos governos municipais. Ela mandou uma carta para 120 diretores de bibliotecas públicas de todo o país, chamando para formação de tal organização, e em junho de 1911 Sacchi convocou o primeiro encontro nacional de bibliotecas públicas. A Associação Nacional de Funcionários de Bibliotecas e Museus Municipais e Provinciais foi formada, e Sacchi se tornou a primeira presidente. Um dos primeiros atos da organização foi enviar aos governos locais uma análise do ambiente atual para as bibliotecas públicas na Itália, observando a falta de pessoal bibliotecário e defendendo que as bibliotecas fossem consideradas vitais para a educação. Eles também exigiram mais apoio financeiro.
Em dezembro de 1915 a associação suspendeu suas atividades por causa da Primeira Guerra Mundial, embora em 1917 tivesse conseguido obter a isenção do pagamento de taxas postais para envio de livros entre bibliotecas. Durante a Primeira Guerra, Sacchi criou pequenas bibliotecas para soldados feridos no hospital de Mântua. Em 1917, 6 mil livros foram distribuídos, e a biblioteca foi aberta à noite para os soldados em recuperação em Mântua fora do hospital. Em 1920, Sacchi pediu demissão do cargo de presidente da associação, embora continuasse ativa lá.

### Atividade bibliotecária nacional
Em 1923, Sacchi escreveu um artigo no Il Popolo d'Italia, "O Estado das Bibliotecas Públicas na Itália", no qual ela reafirmou as necessidades das bibliotecas italianas: uma reorganização de todo o sistema bibliotecário, autonomia administrativa para bibliotecas em capitais provinciais, a fundação de escolas de ciência bibliotecária e maior colaboração entre escolas e bibliotecas. Ela também foi contra a criação de bibliotecas escolares, argumentando que não sentia que elas eram eficazes.
Embora Sacchi não tenha comparecido ao encontro anual da associação em 1925, devido a problemas de saúde, o presidente da associação Giuseppe Agnelli leu o discurso dela, no qual Sacchi reiterou a importância de um único órgão estadual como responsável por essas instituições culturais. Em 1928, ela fez um discurso no Segundo Congresso Nacional de Bibliotecários Públicos e Provinciais e Diretores de Museus e Arquivos, reafirmando o pedido de pelo menos uma biblioteca em cada cidade. Nesta reunião, a associação fundada por Sacchi votou pela fusão com as bibliotecas estaduais em uma nova associação. Em 1929, Sacchi compareceu ao "Primeiro Congresso Mundial de Bibliotecas e Bibliografia", no qual foi lançada a nova Associação Italiana de Bibliotecas (oficialmente em 1930). Sacchi contribuiu com o artigo Catalogação e a possibilidade de consulta de teses universitárias, no qual expôs sua visão para a livre circulação de pesquisas para apoiar o progresso científico. Ela argumentou que as teses de autoria de estudantes permaneceram nos "cemitérios dos Arquivos da Universidade" e queria disponibilizá-las nas bibliotecas universitárias, criando índices de teses nacionais, que poderiam ser distribuídos a todas as bibliotecas provinciais, criando intercâmbios internacionais.

## Ativismo
Sacchi e sua irmã Beatrice eram envolvidas no movimento pelos direitos da mulher. Em 1909, Sacchi fundou a filial em Mântua da Associação pelas Mulheres, que pedia pelo sufrágio, a abolição da prostituição, divórcio e carreiras profissionais para mulheres. Elas também inauguraram uma escola noturna para mulheres, uma escola noturna de costura, uma escola de enfermagem e outras iniciativas direcionadas a mulheres e crianças.
Pelos esforços de Sacchi, Mântua tornou-se um centro para o feminismo pragmático na Lombardia, às vezes em desacordo com o feminismo mais científico de Roma, onde a irmã de Sacchi, Beatriz, era ativa. Em 1917 os dois grupos divergiram quando o grupo de Mântua, liderado por Sacchi, se desassociou da plataforma pró-sufrágio da Associação opondo-se à ampliação do voto feminino por achar que, no período pré-guerra, a neutralidade das mulheres pudesse levar o país à guerra.
Sacchi foi uma das doze delegadas italianas no nono congresso da Aliança Internacional pelo Sufrágio Feminino (IWSA; atual Aliança Internacional da Mulher), sediada em Roma em 1923. Em 1928, ela tornou-se presidente da Federação Italiana pelo Sufrágio Feminino e Direitos Civis e Políticos (FISEDD), a seção italiana da IWSA.

## Morte
Durante o regime de Benito Mussolini, Sacchi não se tornou membro do partido fascista. Como resultado, ela foi forçada a pedir demissão da biblioteca e, em 1935, ela foi demitida do cargo de presidente da FISEDD. Em 1939, Sacchi e sua família se mudaram para Niterói, Brasil, onde faleceu em 1944.

## Obras
- Saggio intorno al pessimismo dei poeti greci, Mantova 1902
- Relazioni fra lo Stato e le biblioteche e musei comunali e provinciali in ordine al loro funzionamento, in Bollettino del Museo civico di Padova, n.s., II (1926), 1-4, pp. 115–121
- L'Associazione per la donna di Mantova. Cenno riassuntivo (anni 1909–1926), Bologna 1927
- Catalogazione e possibilità di consultazione delle tesi universitarie, Roma 1930
- Federazione italiana per il suffragio e i diritti civili e politici delle donne. Relazione morale e finanziaria della Presidenza centrale sul biennio 1930-31, Mantova 1932
- Federazione italiana per i diritti della donna. Relazione morale e finanziaria sul biennio 1932-33, Mantova s.d.